# Pfarrhof Loitsche

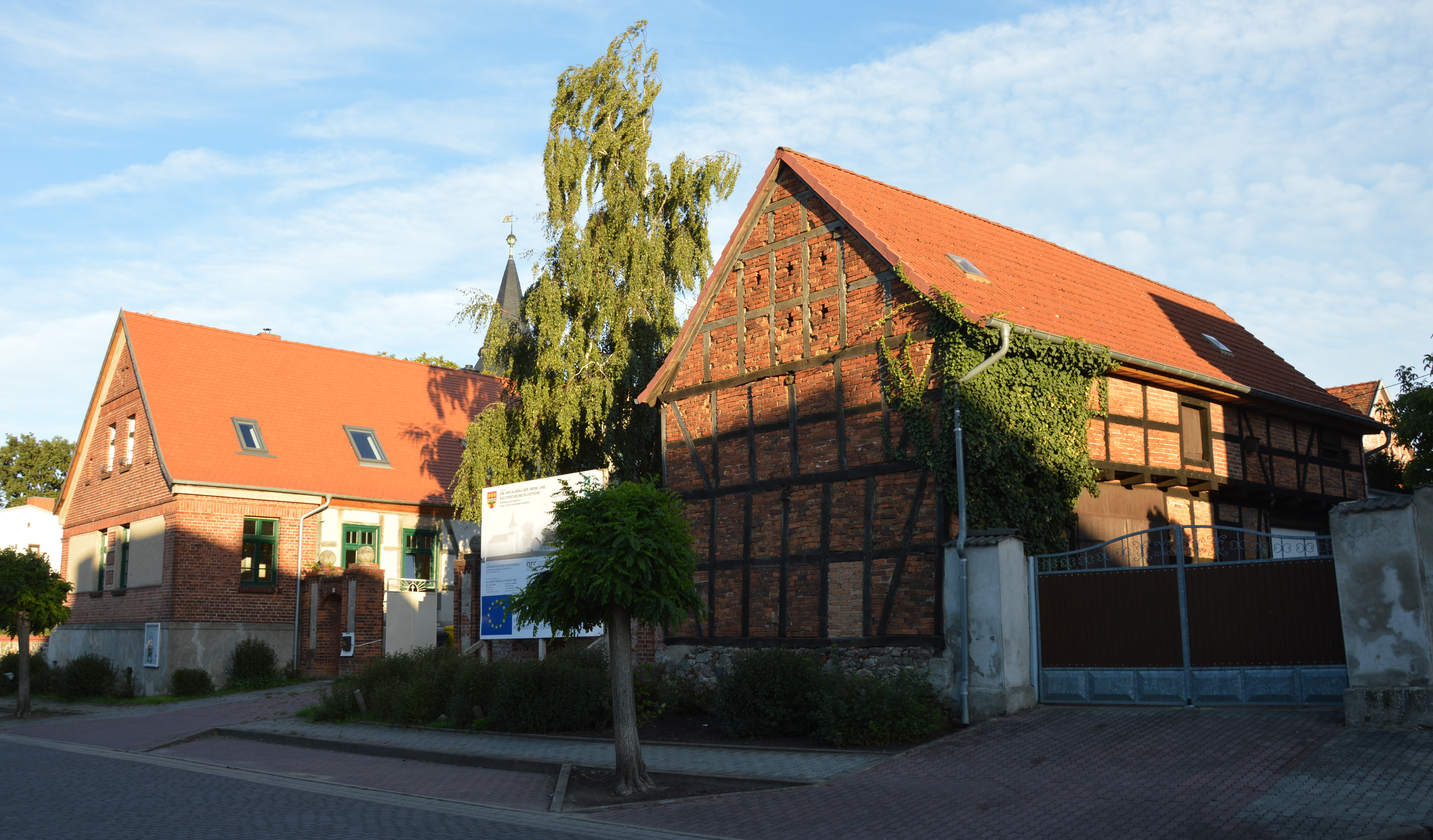
Pfarrhof Loitsche

Der Pfarrhof Loitsche ist ein denkmalgeschützter Pfarrhof in der Gemeinde Loitsche-Heinrichsberg in Sachsen-Anhalt.

## Lage
Er befindet sich im Ortsteil Loitsche an der Adresse Stendaler Straße 2, 4 unweit der evangelischen Dorfkirche Loitsche. Im örtlichen Denkmalverzeichnis ist er unter der Erfassungsnummer 094 75586 als Baudenkmal eingetragen.

## Gestaltung und Geschichte
Das zur Straße giebelständige Wohnhaus befindet sich auf der Ostseite des Hofs. Das eingeschossige Gebäude wurde im Jahr 1793 als Fachwerkhaus errichtet. Es verfügt über ein Zwerchhaus und ist mit einem Satteldach bedeckt. Um 1925 wurde das Haus zur Straße hin in massiver Bauweise um eine Achse erweitert. Westlich des Hofs befindet sich ein ebenfalls giebelständiges Wirtschaftsgebäude aus der Zeit um 1800. Das gleichfalls in Fachwerkbauweise errichtete Haus verfügt über ausgemauerte Gefache und ist auch mit einem Satteldach gedeckt.